# Dameanovo, Gabrovo
Dameanovo (în bulgară Дамяново) este un sat în comuna Sevlievo, regiunea Gabrovo,  Bulgaria. 

## Demografie
Componența etnică a satului Dameanovo
     Romi (6,68%)
     Turci (11,98%)
     Nicio identificare (2,53%)
     Bulgari (78,8%)
La recensământul din 2011, populația satului Dameanovo era de 434 locuitori. Din punct de vedere etnic, majoritatea locuitorilor (78,8%) erau bulgari, existând și minorități de turci (11,98%) și romi (6,68%). Pentru 2,53% din locuitori nu este cunoscută apartenența etnică.